# Kei Mikuriya
Kei Mikuriya (jap. 御厨 景, Mikuriya Kei; * 29. August 1977 in der Präfektur Chiba) ist ein ehemaliger japanischer Fußballspieler.

## Nationalmannschaft
Mit der japanischen Nationalmannschaft qualifizierte er sich für die Junioren-Fußballweltmeisterschaft 1997 in der das Team das Viertelfinale erreichte.